# Justin Wilson
Justin Boyd Wilson (* 31. Juli 1978 in Sheffield, Yorkshire; † 24. August 2015 in Allentown, Pennsylvania, USA) war ein britischer Automobilrennfahrer.
2001 gewann er die Internationale Formel-3000-Meisterschaft. Nachdem er 2003 in der Formel 1 aktiv gewesen war, fuhr er von 2004 bis 2007 in der Champ-Car-Series und gewann zweimal die Vizemeisterschaft. Von 2008 bis 2015 startete er in der IndyCar Series.

## Karriere

### Anfänge im Motorsport
Wilson begann seine Motorsportkarriere 1987 im Alter von neun Jahren im Kartsport. Dabei gewann er einige Rennen und Clubmeisterschaften. 1994 wechselte er in den Formelsport und gewann auf Anhieb den Meistertitel in der Formel-Vauxhall-Junioren-Wintermeisterschaft. 1995 startete er in der regulären Formel-Vauxhall-Juniorenmeisterschaft und beendete die Saison als Dritter. Ein Jahr später wechselte er in die Formel Vauxhall und wurde mit einem Sieg Zweiter. Während sein Teamkollege Luciano Burti 1997 den Meistertitel der Formel Vauxhall gewann, wurde Wilson Gesamtvierter mit zwei Siegen. 1998 gewann er schließlich die neugeschaffene Formel Palmer Audi mit insgesamt 9 Saisonsiegen aus 17 Rennen.

### Formel 3000
1999 wechselte Wilson in die internationale Formel-3000-Meisterschaft und wurde beim belgischen Team Astromega Teamkollege von Gonzalo Rodríguez. Wilson hielt in seiner ersten Formel-3000-Saison nicht mit seinem Teamkollegen, der kurz vor dem Saisonende bei einem Unfall in Laguna Seca verstarb, mit und wurde mit zwei sechsten Plätzen als beste Resultate 20. in der Gesamtwertung.
2000 wechselte Wilson zu Nordic Racing und erzielte beim zweiten Saisonrennen in Silverstone als Dritter seine erste Podest-Platzierung in der Formel 3000. Schließlich beendete er die Saison mit einem zweiten Platz als bestes Resultat auf dem fünften Gesamtrang. 2001 wurde Wilson mit drei Siegen und einer neuen Rekordpunktzahl von 71 Punkten Meister der Formel 3000. Dabei hatte er deutlichen Vorsprung auf seine Verfolger Mark Webber und seinem Teamkollegen Tomáš Enge, die jeweils 39 Punkte erzielt hatten. Darüber hinaus markierte er mit zehn Podest-Platzierungen auch eine neue Bestmarke an Podesträngen. Außerdem nahm er an einem Rennen der FIA-GT-Meisterschaft teil.

### Formel 1
Im Winter 2001 versuchte Wilson ein Cockpit in der Formel 1 zu finden. Bei Testfahrten für Jordan Grand Prix überzeugte er als schnellster Pilot. Schlussendlich erhielt der zweitschnellste Pilot Takuma Satō das Jordan-Cockpit. Der Vorteil Satōs war, dass er von Jordans Motorenpartner Honda unterstützt wurde und zudem über mehr Erfahrung als Testfahrer verfügte. Nachdem er zunächst über einen Wechsel in die Champ-Car-Serie nachgedacht hatte, wechselte er in die World Series by Nissan. Für Racing Engineering startend wurde er mit zwei Siegen und weiteren sechs Podest-Platzierungen Vierter in der Gesamtwertung. Dabei unterlag er teamintern seinem Teamkollegen Franck Montagny, der die Vizemeisterschaft gewann.
Beinahe hätte Wilson schon in der Formel-1-Weltmeisterschaft 2002 als Ersatz für Alex Yoong bei Minardi seinen ersten Grand Prix bestreiten dürfen. Durch seine Größe von 1,91 m war der Rennfahrer allerdings zu groß für das Minardi-Cockpit und musste somit auf den vorzeitigen Wechsel verzichten. Ende 2002 wurde er schließlich von Formel-1-Teamchef Paul Stoddart als Minardi-Fahrer für 2003 verpflichtet. Wilson musste für sein Cockpit etwa 5 Millionen Euro bezahlen. Die für seinen Einsatz geforderte Summe erhielt er durch den Verkauf von Investmentanteilen an seiner Person. Bei seinem zweiten Rennen, dem Großen Preis von Malaysia wurde Wilson nach einem Zwischenfall mit dem HANS-System ins Krankenhaus geflogen. Er bekam Schwierigkeiten mit seiner Sitzposition und musste das Rennen mit Schmerzen in den Schultern aufgeben.

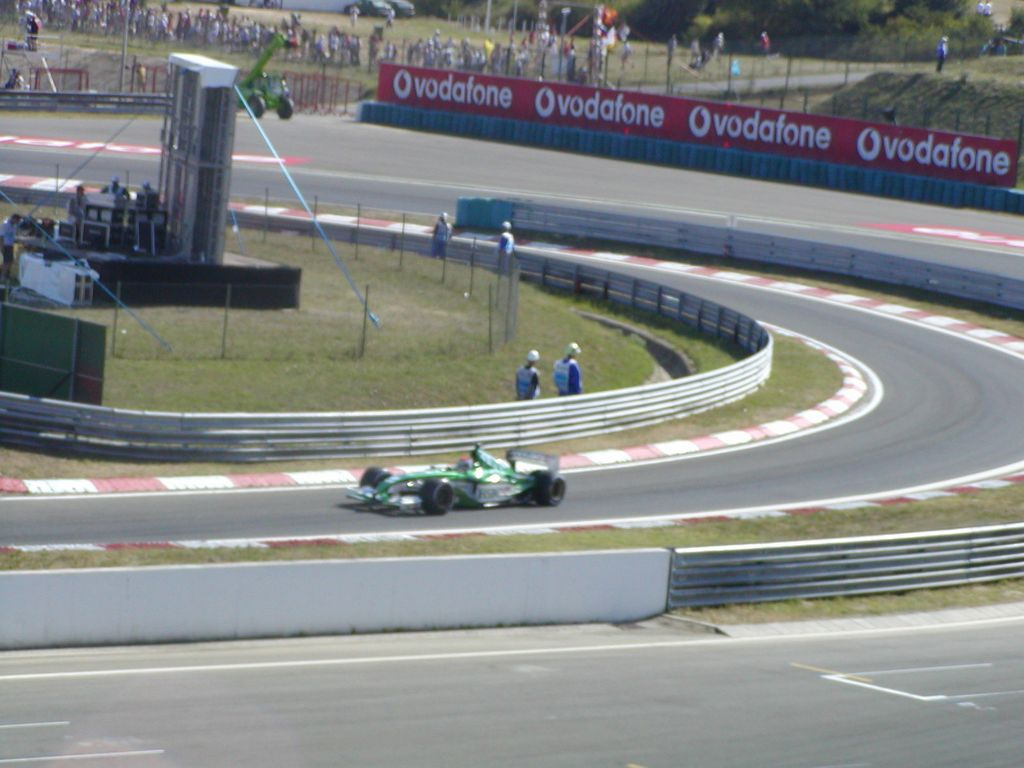
Jaguar-Pilot Wilson beim Großen Preis von Ungarn 2003

Obwohl Wilson bis 2005 bei Minardi unter Vertrag stand, verließ er das Team bereits nach elf Rennen und trat ab dem Großen Preis von Deutschland für Jaguar Racing an. Zu dem Wechsel kam es, da Jaguar mit dem bisherigen Piloten Antonio Pizzonia alles andere als zufrieden war. Bei Jaguar erhielt er das Cockpit neben seinem ehemaligen Formel-3000-Rivalen Webber. In den fünf Rennen, die er für Jaguar Racing absolvierte, erzielte er als Achter beim Großen Preis der USA in Indianapolis seinen einzigen Punkt in der Formel 1. Seine erste Saison beendete er auf dem 20. Platz in der Weltmeisterschaft. Jaguar wollte ihn zwar auch für die Saison 2004 weiter verpflichten, was aber wiederum an der mangelnden Sponsorenmitgift Wilsons scheiterte. Er verlor sein Cockpit an Christian Klien, der mit Red Bull einen finanzkräftigen Sponsor mitbrachte. Trotz seines Dreijahresvertrags bei Minardi bereute Wilson den Wechsel zu Jaguar auch nach dem Ende seines Engagements nicht, da seine finanziellen Mittel nach der Saison 2003 aufgebraucht waren und er nicht mehr in der Lage gewesen wäre, das Minardi-Cockpit weiter zu finanzieren.

### Champ-Car-Serie
Nachdem er für die Formel-1-Weltmeisterschaft 2004 auch kein Testfahrer-Cockpit erhalten hatte, wechselte Wilson in die nordamerikanische Champ-Car-Serie, in der er 2004 für Conquest Racing an den Start ging. Seine Debütsaison beendete er mit einem vierten Platz als bestes Resultat auf dem elften Gesamtrang. Zudem wurde er hinter A. J. Allmendinger zweitbester Neuling. Darüber hinaus nahm er 2004 an einem Rennen der American Le Mans Series (ALMS) teil und debütierte beim 24-Stunden-Rennen von Le Mans. 2005 wechselte Wilson zu RuSPORT und wurde Teamkollege von Allmendinger. Wilson setzte sich teamintern sofort gegen seinen Teamkollegen durch und gewann in den Streets of Toronto sein erstes Champ-Car-Rennen. Mit einem weiteren Sieg in Mexiko-Stadt belegte er am Ende der Saison hinter den beiden Newman/Haas-Piloten Sébastien Bourdais und Oriol Servià den dritten Platz in der Meisterschaft.
2006 verbesserte sich Wilson auf den zweiten Gesamtrang hinter Bourdais. Diesmal gelang ihm ein Sieg in Edmonton und er beendete fünf Rennen auf dem zweiten Platz. Seine Teamkollegen Allmendinger, der das Team nach vier Rennen verlassen hatte, sowie Cristiano da Matta und Ryan Briscoe, die anschließend als Ersatz für Allmendinger fuhren, hatte er deutlich im Griff. Zum zweitletzten Rennen in Surfers Paradise trat Wilson wegen einer gebrochenen Hand nicht an.
2007 erhielt Wilson mit Alex Tagliani einen neuen Teamkollegen. Allerdings ändert sich nichts an der teaminternen Rangordnung. Wilson fuhr im niederländischen Assen einen weiteren Champ-Car-Sieg ein und musste sich am Saisonende erneut nur Bourdais geschlagen geben. Außerdem nahm Wilson an zwei Rennen der Rolex Sports Car Series teil.

### IndyCar Series

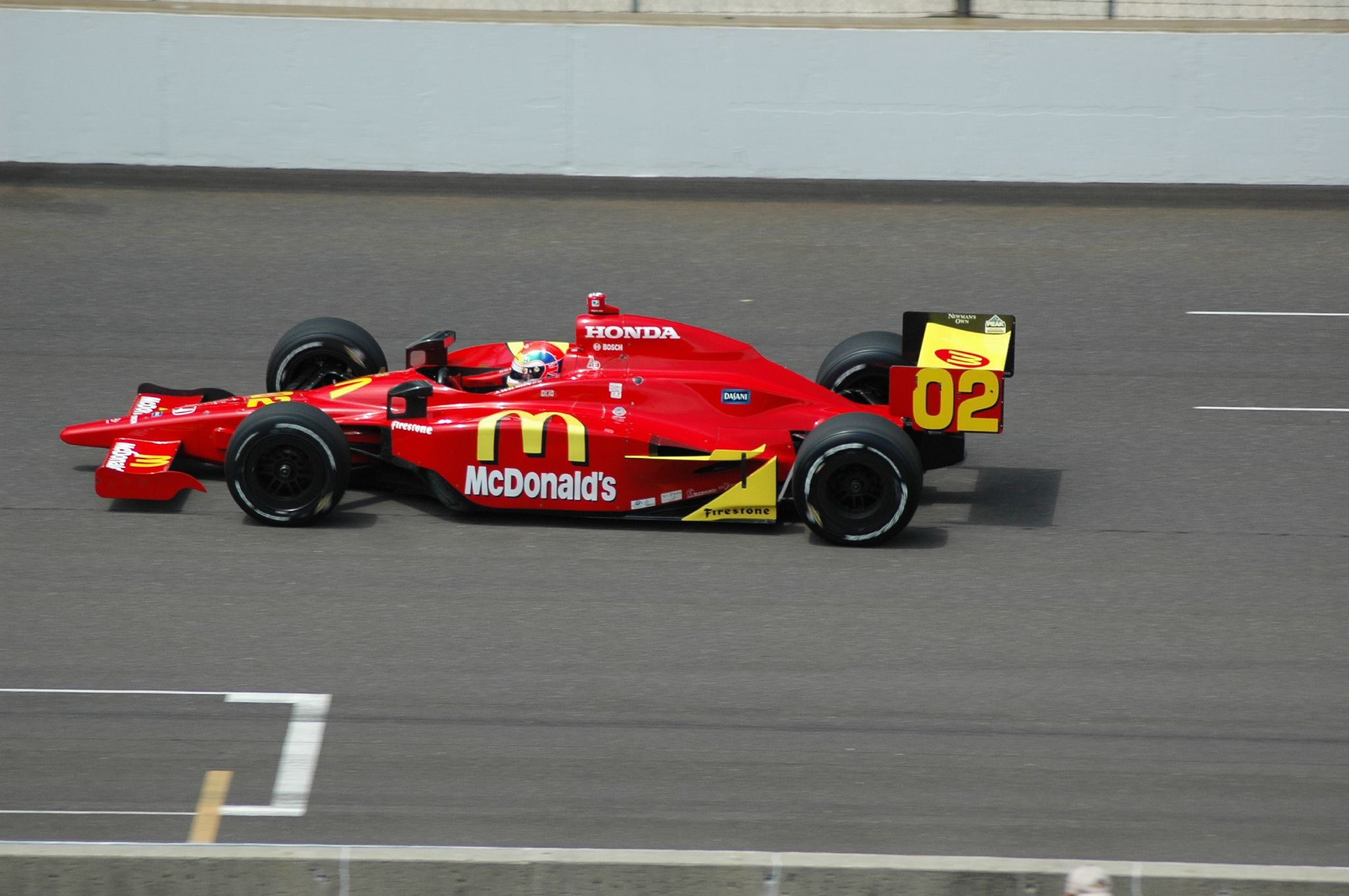
Wilson beim Training zum Indianapolis 500, 2008

Für die Champ-Car-Saison 2008 hatte Wilson bereits als Nachfolger von Bourdais einen Vertrag bei Newman/Haas/Lanigan Racing unterschrieben. Nach der Wiedervereinigung der Champ-Car-Serie mit der IndyCar Series behielt der Rennfahrer für die Saison 2008 sein Cockpit, da sein Team auch in der IndyCar Series antrat. Als Teamkollege von Graham Rahal erzielte er, nachdem er in Edmonton als Dritter zum ersten Mal auf dem Podium gestanden war, in Detroit seinen ersten Sieg in der IndyCar Series. Am Ende der Saison belegte er vor Rahal, der 17. wurde, den elften Gesamtrang. Hinter Hideki Mutoh wurde er der zweitbeste Neueinsteiger in dieser Saison. Wie im Vorjahr startete er auch zu einem Rennen der Rolex Sports Car Series.

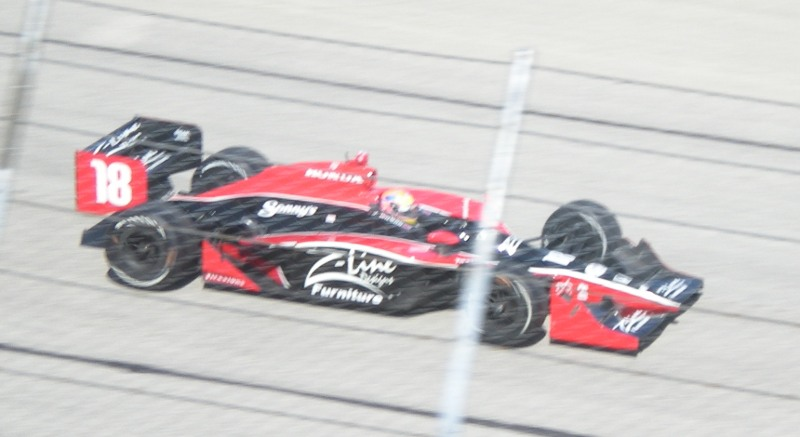
Wilson fuhr 2009 für Dale Coyne Racing in der IndyCar Series.

Für die Saison 2009 verlor Wilson sein Newman/Haas/Lanigan-Cockpit und er wechselte zu Dale Coyne Racing, ein Team, das üblicherweise am Ende des Feldes platziert war. Wilson zeigte allerdings gleich beim ersten Rennen, dass er mit dem Auto gut zurechtkam und beendete das Rennen auf dem dritten Platz, der zugleich die beste Platzierung in der Geschichte seines Teams darstellte. In Watkins Glen gelang es Wilson zudem den ersten Sieg für Dale Coyne Racing zu erzielen. Am Ende der Saison belegte er den neunten Platz im Gesamtklassement.
2010 wechselte Wilson zusammen mit seinem Sponsor Z-Line überraschend zu Dreyer & Reinbold Racing. Mit zwei zweiten Plätzen, die er auf Rundkursen erzielte, als beste Resultate belegte er den elften Platz in der Fahrerwertung. In der Rolex Sports Car Series erzielte Wilson beim 24-Stunden-Rennen von Daytona in diesem Jahr zusammen mit seinen Teamkollegen Max Papis, Scott Pruett und Memo Rojas den zweiten Platz. In der Saison 2011 ging Wilson erneut für Dreyer & Reinbold Racing in der IndyCar Series an den Start. Beim ersten Rennen kam er auf dem zehnten Platz ins Ziel. Allerdings zog sich Wilson bei einem Kontakt eine kleine Handgelenksfraktur zu, wegen der er jedoch kein Rennen pausieren musste. Im Training zum Rennen in Lexington hatte Wilson einen Unfall, bei dem er sich einen Kompressionsbruch des fünften Rückenwirbels zuzog. Wilson kam ausgangs der ersten Kurve neben die Strecke, wurde von einer Bodenwelle ausgehoben und schlug auf dem Boden auf, wobei der Bruch zustande kam. Wilson fiel bis zum Ende der Saison aus. Er wurde von mehreren Rennfahrern vertreten. Am Saisonende lag er mit einem fünften Platz als bestes Resultat auf dem 24. Gesamtrang. Außerdem nahm Wilson vor der Saison erneut am 24-Stunden-Rennen von Daytona teil.
Zur IndyCar-Series-Saison 2012 kehrte Wilson zu Dale Coyne Racing zurück. Beim Firestone 550 in Fort Worth erzielte Wilson seinen ersten Saisonsieg und er gewann zum ersten Mal in seiner Karriere auf einem Ovalkurs. Am Saisonende lag er auf den 15. Platz im Gesamtklassement. Teamintern setzte er sich damit gegen James Jakes durch. Darüber hinaus gewann Wilson für Michael Shank Racing with Curb Agajanian startend zusammen mit seinen Teamkollegen A. J. Allmendinger, Oswaldo Negri und John Pew das 24-Stunden-Rennen von Daytona. 2013 blieb Wilson bei Dale Coyne Racing in der IndyCar Series. Nach zwei Top-10-Platzierungen stand er beim dritten Rennen in Long Beach als Dritter auf dem Podest. Dieses Ergebnis wiederholte er beim ersten Rennen in Detroit, das sein Teamkollege Mike Conway gewann. Beim GoPro Grand Prix of Sonoma erzielte er mit einem zweiten Platz sein bis dahin bestes Saisonergebnis. Im nächsten Rennen in Baltimore war sein Bruder Stefan sein Teamkollege. Die beiden bildeten in der IndyCar Series das erste Brüderpaar in einem Rennstall. Es war zudem das erste Mal, dass die beiden Brüder zur gleichen Zeit in einer Rennserie aktiv waren. In Houston erzielte er im drittletzten Saisonrennen eine weitere Podest-Platzierung. Beim letzten Rennen, dem MAVTV 500, war Wilson in einen schweren Unfall verwickelt. Sein außer Kontrolle geratenes Fahrzeug wurde dabei von Tristan Vautier getroffen. Wilson erlitt bei dem Unfall einen Beckenbruch. Er schloss die Saison auf dem sechsten Gesamtrang ab. In 13 von 19 Rennen kam er in die Top-10. Darüber hinaus nahm Wilson für Michael Shank Racing an sechs Rennen der Rolex Sports Car Series teil. Er erreichte dabei zweimal das Podium in der DP-Wertung.
2014 kehrte Wilson nach seiner Verletzung zurück ins Cockpit. Ein vierter Platz war sein bestes Ergebnis, während sein Teamkollege Carlos Huertas ein Rennen gewann. Intern setzte sich Wilson jedoch mit 395 zu 314 Punkten durch und beendete die Saison auf dem 15. Platz in der Fahrerwertung. Darüber hinaus bestritt er für Michael Shank Racing zwei Rennen in der neugegründeten United SportsCar Championship (USCC).
Obwohl Wilson bei Dale Coyne Racing auch für die IndyCar Series 2015 unter Vertrag stand, verlor er dort sein Cockpit. Er wechselte zu Andretti Autosport, wo er ein Teilzeitcockpit erhielt. Außerdem nahm Wilson für Andretti Autosport an einem Rennen der FIA-Formel-E-Meisterschaft teil. Beim drittletzten Saisonrennen in Lexington erzielte er mit einem zweiten Platz eine Podest-Platzierung.
Beim nächsten Rennen, dem ABC Supply 500 am 23. August 2015 auf dem Pocono Raceway, wurde Wilson von einem umherfliegenden Teil der Fahrzeugnase des Wagens von Sage Karam am Kopf getroffen und mit schweren Kopfverletzungen ins Krankenhaus geflogen. Dort erlag er einen Tag später seinen Verletzungen. Er war damit der erste tödlich verunglückte IndyCar-Fahrer seit dem Tod von Dan Wheldon am 16. Oktober 2011.

## Persönliches
Justin Wilson war seit 2006 mit Julia Wilson verheiratet und Vater von zwei Töchtern, die 2008 und 2010 geboren wurden. Er lebte in Longmont, Colorado. Mit einer Größe von 1,91 m zählte er zu den größeren Automobilrennfahrern.
Justin Wilsons jüngerer Bruder Stefan Wilson ist ebenfalls Automobilrennfahrer.

## Statistik

### Karrierestationen
| - 1987–1994: Kartsport - 1994: Formel Vauxhall Junior, Winterserie (Meister) - 1995: Formel Vauxhall Junior (Platz 3) - 1996: Formel Vauxhall (Platz 2) - 1997: Formel Vauxhall (Platz 4) - 1998: Formel Palmer Audi (Meister) - 1999: Formel 3000 (Platz 20) - 2000: Formel 3000 (Platz 5) - 2001: Formel 3000 (Meister) - 2001: FIA GT, N-GT (Platz 32) - 2002: World Series by Nissan (Platz 4) | - 2003: Formel 1 (Platz 20) - 2004: Champ Car (Platz 11) - 2004: ALMS, LMP1-Klasse (Platz 27) - 2005: Champ Car (Platz 3) - 2006: Champ Car (Platz 2) - 2007: Champ Car (Platz 2) - 2007: Rolex Sports Car Series, DP (Platz 65) - 2008: IndyCar Series (Platz 11) - 2008: Rolex Sports Car Series, DP (Platz 50) - 2009: IndyCar Series (Platz 9) - 2010: IndyCar Series (Platz 11) | - 2010: Rolex Sports Car Series, DP (Platz 39) - 2011: IndyCar Series (Platz 24) - 2011: Rolex Sports Car Series, DP (Platz 29) - 2012: IndyCar Series (Platz 15) - 2012: Rolex Sports Car Series, DP (Platz 26) - 2013: IndyCar Series (Platz 6) - 2013: Rolex Sports Car Series, DP (Platz 21) - 2014: IndyCar Series (Platz 15) - 2014: United SportsCar Championship, Prototype (Platz 40) - 2015: Formel E (Platz 25) - 2015: IndyCar Series (Platz 24) |

### Einzelergebnisse in der Formel 3000
| Saison | Team                    | 1     | 2       | 3     | 4       | 5       | 6       | 7       | 8       | 9       | 10      | 11    | 12    | Punkte | Rang |
| ------ | ----------------------- | ----- | ------- | ----- | ------- | ------- | ------- | ------- | ------- | ------- | ------- | ----- | ----- | ------ | ---- |
| 1999   | Team Astromega          | ITA 6 | MON DNF | ESP 6 | FRA 10  | GBR DNF | AUT DNF | GER DNF | HUN 7   | BEL DNF | GER DNF |       |       | 2      | 20.  |
| 2000   | Nordic Racing           | ITA 8 | GBR 3   | ESP 5 | GER DNF | MON 7   | FRA 9   | AUT 2   | GER DNF | HUN 5   | BEL 5   |       |       | 16     | 5.   |
| 2001   | Coca-Cola Nordic Racing | BRA 1 | ITA 6   | ESP 3 | AUT 1   | MON 2   | GER DNF | FRA 2   | GBR 2   | GER 2   | HUN 1   | BEL 2 | ITA 2 | 71     | 1.   |

(Legende)

### Statistik in der Formel-1-Weltmeisterschaft

#### Gesamtübersicht
| Saison | Team                      | Chassis      | Motor            | Rennen | Siege | Zweiter | Dritter | Poles | schn. Runden | Punkte | WM-Pos. |
| ------ | ------------------------- | ------------ | ---------------- | ------ | ----- | ------- | ------- | ----- | ------------ | ------ | ------- |
| 2003   | European Minardi Cosworth | Minardi PS03 | Cosworth 3.0 V10 | 11     | –     | –       | –       | –     | –            | –      | 20.     |
| 2003   | Jaguar Racing             | Jaguar R4    | Cosworth 3.0 V10 | 5      | –     | –       | –       | –     | –            | 1      | 20.     |
| Gesamt | Gesamt                    | Gesamt       | Gesamt           | 16     | –     | –       | –       | –     | –            | 1      |         |

#### Einzelergebnisse
| Saison | 1   | 2   | 3   | 4  | 5  | 6   | 7   | 8  | 9  | 10 | 11  | 12  | 13  | 14 | 15 | 16 |
| ------ | --- | --- | --- | -- | -- | --- | --- | -- | -- | -- | --- | --- | --- | -- | -- | -- |
| 2003   |     |     |     |    |    |     |     |    |    |    |     |     |     |    |    |    |
| DNF    | DNF | DNF | DNF | 11 | 13 | DNF | DNF | 13 | 14 | 16 | DNF | DNF | DNF | 8  | 13 |    |

| Legende  | Legende            | Legende                                                          |
| Farbe    | Abkürzung          | Bedeutung                                                        |
| -------- | ------------------ | ---------------------------------------------------------------- |
| Gold     | –                  | Sieg                                                             |
| Silber   | –                  | 2. Platz                                                         |
| Bronze   | –                  | 3. Platz                                                         |
| Grün     | –                  | Platzierung in den Punkten                                       |
| Blau     | –                  | Klassifiziert außerhalb der Punkteränge                          |
| Violett  | DNF                | Rennen nicht beendet (did not finish)                            |
| Violett  | NC                 | nicht klassifiziert (not classified)                             |
| Rot      | DNQ                | nicht qualifiziert (did not qualify)                             |
| Rot      | DNPQ               | in Vorqualifikation gescheitert (did not pre-qualify)            |
| Schwarz  | DSQ                | disqualifiziert (disqualified)                                   |
| Weiß     | DNS                | nicht am Start (did not start)                                   |
| Weiß     | WD                 | zurückgezogen (withdrawn)                                        |
| Hellblau | PO                 | nur am Training teilgenommen (practiced only)                    |
| Hellblau | TD                 | Freitags-Testfahrer (test driver)                                |
| ohne     | DNP                | nicht am Training teilgenommen (did not practice)                |
| ohne     | INJ                | verletzt oder krank (injured)                                    |
| ohne     | EX                 | ausgeschlossen (excluded)                                        |
| ohne     | DNA                | nicht erschienen (did not arrive)                                |
| ohne     | C                  | Rennen abgesagt (cancelled)                                      |
| ohne     | keine WM-Teilnahme |                                                                  |
| sonstige | P/fett             | Pole-Position                                                    |
| sonstige | 1/2/3/4/5/6/7/8    | Punktplatzierung im Sprint-/Qualifikationsrennen                 |
| sonstige | SR/kursiv          | Schnellste Rennrunde                                             |
| sonstige | *                  | nicht im Ziel, aufgrund der zurückgelegten Distanz aber gewertet |
| sonstige | ()                 | Streichresultate                                                 |
| sonstige | unterstrichen      | Führender in der Gesamtwertung                                   |

### Einzelergebnisse in der Champ-Car-Serie
| Saison | Team            | 1       | 2     | 3      | 4      | 5      | 6       | 7      | 8     | 9       | 10     | 11      | 12    | 13      | 14     | Punkte | Rang |
| ------ | --------------- | ------- | ----- | ------ | ------ | ------ | ------- | ------ | ----- | ------- | ------ | ------- | ----- | ------- | ------ | ------ | ---- |
| 2004   | Conquest Racing | LBH 6   | MTY 6 | MIL 11 | POR 5  | CLE 18 | TOR 12  | VAN 14 | ROA 7 | DEN 7   | MTL 14 | LAG 18  | LVG 8 | SUR 8   | MEX 4  | 188    | 11.  |
| 2005   | RuSPORT         | LBH 4   | MTY 4 | MIL 4  | POR 17 | CLE 7  | TOR 1   | EDM 4  | SAN 4 | DEN DNF | MTL 3  | LAS 11  | SUR 7 | MEX 1   |        | 265    | 3.   |
| 2006   | RuSPORT         | LBH 2   | HOU 5 | MTY 2  | MIL 2  | POR 2  | CLE DNF | TOR 4  | EDM 1 | SAN 3   | DEN 8  | MTL DNF | ROA 5 | SUR INJ | MEX 2  | 298    | 2.   |
| 2007   | RSPORTS         | LVG DNF | LGB 4 | HOU 10 | POR 2  | CLE 4  | MTT 5   | TOR 3  | EDM 2 | SJO 13  | ROA 8  | ZOL 5   | ASN 1 | SRF 2   | MEX 10 | 281    | 2.   |

(Legende)

### Einzelergebnisse in der IndyCar Series
| Jahr | Team                       | 1   | 2   | 3   | 4    | 5    | 6    | 7   | 8   | 9   | 10  | 11  | 12  | 13  | 14  | 15  | 16  | 17  | 18  | 19  | Punkte | Rang |
| ---- | -------------------------- | --- | --- | --- | ---- | ---- | ---- | --- | --- | --- | --- | --- | --- | --- | --- | --- | --- | --- | --- | --- | ------ | ---- |
| 2008 | Newman/Haas/Lanigan Racing | HMS | STP | MOT | LBH  | KAN  | INDY | MIL | TXS | IOW | RIR | WGL | NSH | MDO | EDM | KTY | SNM | DET | CHI | SRF | 340    | 11.  |
| 2008 | Newman/Haas/Lanigan Racing | 15  | 9   |     | 19   | 9    | 27   | 7   | 27  | 12  | 7   | 25  | 18  | 11  | 3   | 24  | 9   | 1   | 11  | 12  | 340    | 11.  |
| 2009 | Dale Coyne Racing          | STP | LBH | KAN | INDY | MIL  | TXS  | IOW | RIR | WGL | TOR | EDM | KTY | MDO | SNM | CHI | MOT | HMS |     |     | 354    | 9.   |
| 2009 | Dale Coyne Racing          | 3*  | 22  | 14  | 23   | 15   | 15   | 18  | 14  | 1*  | 5   | 8   | 21  | 13  | 7   | 10  | 12  | 10  |     |     | 354    | 9.   |
| 2010 | Dreyer & Reinbold Racing   | SAO | STP | ALA | LBH  | KAN  | INDY | TXS | IOW | WGL | TOR | EDM | MDO | SNM | CHI | KTY | MOT | HMS |     |     | 361    | 11.  |
| 2010 | Dreyer & Reinbold Racing   | 11  | 2   | 7   | 2    | 18   | 711  | 19  | 24  | 10  | 7*  | 21  | 27  | 6   | 7   | 11  | 16  | 21  |     |     | 361    | 11.  |
| 2011 | Dreyer & Reinbold Racing   | STP | ALA | LBH | SAO  | INDY | TXS  | TXS | MIL | IOW | TOR | EDM | MDO | NHA | SNM | BAL | MOT | KTY | LSV |     | 183    | 24.  |
| 2011 | Dreyer & Reinbold Racing   | 10  | 19  | 22  | 7    | 1620 | 17   | 21  | 10  | 12  | 15  | 5   | WD  | INJ | INJ | INJ | INJ | INJ | INJ |     | 183    | 24.  |
| 2012 | Dale Coyne Racing          | STP | ALA | LBH | SAO  | INDY | DET  | TXS | MIL | IOW | TOR | EDM | MDO | SNM | BAL | FON |     |     |     |     | 278    | 15.  |
| 2012 | Dale Coyne Racing          | 10  | 19  | 10  | 22   | 721  | 22   | 1   | 23  | 10  | 21  | 9   | 18  | 11  | 17  | 23  |     |     |     |     | 278    | 15.  |
| 2013 | Dale Coyne Racing          | STP | ALA | LBH | SAO  | INDY | DET  | DET | TXS | MIL | IOW | POC | TOR | TOR | MDO | SNM | BAL | HOU | HOU | FON | 472    | 6.   |
| 2013 | Dale Coyne Racing          | 9   | 8   | 3   | 20   | 514  | 3°   | 22  | 15  | 9°  | 11° | 7   | 11  | 8   | 8   | 2°  | 4   | 3   | 4   | 18  | 472    | 6.   |
| 2014 | Dale Coyne Racing          | STP | LBH | ALA | IMS  | INDY | DET  | DET | TXS | HOU | HOU | POC | IOW | TOR | TOR | MDO | MIL | SNM | FON |     | 395    | 15.  |
| 2014 | Dale Coyne Racing          | 8   | 16  | 6°  | 11°  | 2214 | 4    | 12  | 21  | 10° | 12  | 14  | 13  | 10  | 10° | 15  | 17  | 9   | 13  |     | 395    | 15.  |
| 2015 | Andretti Autosport         | STP | NOL | LBH | ALA  | IMS  | INDY | DET | DET | TXS | TOR | FON | MIL | IOW | MDO | POC | SNM |     |     |     | 108    | 24.  |
| 2015 | Andretti Autosport         |     |     |     |      | 24   | 21°  |     |     |     |     |     | 18° | 17  | 2°  | 15° |     |     |     |     | 108    | 24.  |

Anmerkungen
1. ↑  Fand am selben Tag wie der Toyota Grand Prix of Long Beach statt.
2. ↑  Fand am selben Tag wie der Indy Japan 300 statt.
3. ↑  Es wurden keine Punkte vergeben.

| Farbe      | Bedeutung                                          |
| ---------- | -------------------------------------------------- |
| Gold       | Sieger                                             |
| Silber     | 2. Platz                                           |
| Bronze     | 3. Platz                                           |
| Grün       | 4. und 5. Platz                                    |
| Hellblau   | 6. bis 10. Platz                                   |
| Dunkelblau | Rennen beendet (außerhalb der ersten zehn Piloten) |
| Violett    | Rennen nicht beendet                               |
| Rot        | nicht qualifiziert (DNQ)                           |
| Schwarz    | disqualifiziert (DSQ)                              |
| Weiß       | nicht am Start (DNS)                               |
| Weiß       | zurückgezogen (WD)                                 |
| Weiß       | Rennen abgesagt (C)                                |
| Blanko     | nicht teilgenommen                                 |
| Blanko     | nicht erschienen (DNA)                             |
| Blanko     | verletzt oder krank (INJ)                          |
| Blanko     | ausgeschlossen (EX)                                |

### Einzelergebnisse in der FIA-Formel-E-Meisterschaft
| Jahr    | Team               | 1   | 2   | 3   | 4   | 5   | 6   | 7   | 8   | 9   | 10  | 11  | Punkte | Rang |
| ------- | ------------------ | --- | --- | --- | --- | --- | --- | --- | --- | --- | --- | --- | ------ | ---- |
| 2014/15 | Andretti Autosport | BEI | PUT | PUN | BUE | MIA | LBH | MON | BER | MOS | LON | LON | 1      | 25.  |
| 2014/15 | Andretti Autosport |     |     |     |     |     |     | 10  |     |     |     |     | 1      | 25.  |

| Legende                      | Legende       | Legende                                                                 |
| Farbe                        | Abkürzung     | Bedeutung                                                               |
| ---------------------------- | ------------- | ----------------------------------------------------------------------- |
| Gold                         | —             | Sieger                                                                  |
| Silber                       | —             | 2. Platz                                                                |
| Bronze                       | —             | 3. Platz                                                                |
| Grün                         | —             | Platzierung in den Punkten                                              |
| Blau                         | —             | Klassifiziert außerhalb der Punkteränge                                 |
| Violett                      | DNF           | Rennen nicht beendet                                                    |
| Violett                      | NC            | nicht klassifiziert                                                     |
| Rot                          | DNQ           | nicht qualifiziert                                                      |
| Schwarz                      | DSQ           | disqualifiziert                                                         |
| Weiß                         | DNS           | nicht am Start                                                          |
| Weiß                         | WD            | zurückgezogen                                                           |
| Weiß                         | C             | Rennen abgesagt                                                         |
| Blanko                       |               | nicht teilgenommen                                                      |
| Blanko                       | DNP           | gemeldet, aber nicht teilgenommen                                       |
| Blanko                       | INJ           | verletzt oder krank                                                     |
| Blanko                       | EX            | ausgeschlossen                                                          |
| sonstige Formate und Zeichen | P/fett        | Pole-Position                                                           |
| sonstige Formate und Zeichen | kursiv        | Schnellste Rennrunde (ab 2017/18: Schnellste Rennrunde der ersten Zehn) |
| sonstige Formate und Zeichen | unterstrichen | Führender in der Gesamtwertung                                          |
| sonstige Formate und Zeichen | °             | FanBoost                                                                |
| sonstige Formate und Zeichen | *             | nicht im Ziel, aufgrund der zurückgelegten Distanz aber gewertet        |
| sonstige Formate und Zeichen | ( )           | Streichresultat                                                         |

### Le-Mans-Ergebnisse
| Jahr | Team               | Fahrzeug  | Teamkollege | Teamkollege  | Platzierung | Ausfallgrund |
| ---- | ------------------ | --------- | ----------- | ------------ | ----------- | ------------ |
| 2004 | Racing for Holland | Dome S101 | Tom Coronel | Ralph Firman | Ausfall     | Zündung      |

### Sebring-Ergebnisse
| Jahr | Team                                     | Fahrzeug      | Teamkollege   | Teamkollege    | Platzierung | Ausfallgrund     |
| ---- | ---------------------------------------- | ------------- | ------------- | -------------- | ----------- | ---------------- |
| 2002 | Ascari Cars                              | Ascari KZR-1  | Ben Collins   | Christian Vann | Rang 6      |                  |
| 2004 | Taurus Racing                            | Lola B2K/10   | Phil Andrews  | Milka Duno     | Ausfall     | Kraftübertragung |
| 2014 | Michael Shank Racing with Curb Agajanian | Riley Mk.XXVI | Oswaldo Negri | John Pew       | Rang 9      |                  |
| 2015 | Michael Shank Racing with Curb Agajanian | Ligier JS P2  | Oswaldo Negri | John Pew       | Rang 32     |                  |